# Hoya micrantha
Hoya micrantha ist eine Pflanzenart der Gattung der Wachsblumen (Hoya) aus der Unterfamilie der Seidenpflanzengewächse (Asclepiadoideae).

## Merkmale

### Vegetative Merkmale
Hoya micrantha ist eine epiphytische oder lithophytische, kletternde ausdauernde Pflanze. Adventivwurzeln, mit denen sich die Pflanze am Substrat verankert, sind an den Internodien oder nur wenig unterhalb der Knoten ausgebildet. Die sich verzweigenden, steifen Sprossachsen messen 2 bis 4 mm im Durchmesser sind grün oder rotbraun und spärlich flaumig behaart. Die Internodien sind 3 bis 8 cm, ausnahmsweise auch bis 10 cm lang. Die Laubblätter sind in Blattstiel und Blattspreite gegliedert. Die flaumig behaarten, steifen Blattstiele sind stielrund, gewöhnlich gebogen und 8 bis 12 mm lang sowie 2 bis 3 mm im Durchmesser. Die fleischigen, sehr dicken und konvex gewölbten Blattspreiten sind bei einer Länge von 4 bis 10 cm und einer Breite von 2 bis 3,5 cm eiförmig-lanzettlich oder länglich-elliptisch mit einer schmal zulaufenden Spreitenbasis und einem zugespitzten oberen Ende. Die Oberfläche ist mattgün, schuppig und spärlich flaumig behaart. Die Fiedernervatur tritt kaum hervor. Die sehr kleinen Colleter (Drüsen) an der Basis der Blattspreite in einer Linie angeordnet. Alle vegetativen Pflanzenteile enthalten einen weißen Milchsaft. Beim Herbarmaterial kann die flaumige Behaarung verloren sein.

### Generative Merkmale
Der hängende, doldige Blütenstand besitzt eine flache oder leicht gewölbte Blütenebene und enthält bis zu 25 Blüten. Die flaumig behaarten Blütenstandsschäfte sind 5 bis 10 cm, ausnahmsweise bis 15 cm lang. Die Blütenstandsrhachis ist bis zu 2 cm lang. Die Blütenstiele sind 1 bis 2,5 cm lang mit einem Durchmesser von etwa 1 mm. Die Stiele der äußeren Blüten in einem Blütenstand sind länger und stark gebogen.
Die zwittrigen Blüten sind radiärsymmetrisch und fünfzählig. Die Blütenkronen weisen stark zurückgebogene Zipfel auf und messen dann 7 bis 8 mm im Durchmesser; 10 bis 12 mm, wenn die Kronblattzipfel ausgebreitet sind. Die Blütenkronen sind blassrosa, gelblich oder rotbraun. Die Kronblattzipfel sind bei einer Länge von 3,8 bis 5 mm sowie einer Breite von 2,5 bis 3,2 mm (an der Basis) dreieckig mit spitz auslaufenden äußere Ende. Die Innenseite der Kronblattzipfel ist überwiegend flaumig behaart, die Spitzen sind dagegen kahl. Die staminale Nebenkrone weist eine Höhe von 2 bis 2,5 mm sowie einen Durchmesser von 4 bis 5 mm und ist hellrosafarben, gelb oder rot. Die Zipfel der Nebenkrone sind 2,5 bis 3 mm lang und 1 bis 1,4 mm breit, eiförmig und auf der Oberseite abgeflacht. Der innere Fortsatz ist aufrecht und so hoch wie die Staubblätter. Der äußere Fortsatz ist in der Mitte gespalten. Die Pollinien sind länglich und aufrecht stehend, 400 bis 500 μm lang und 150 bis 180 μm breit. Die mit breiten Flügeln versehenen Caudikel sind breit-spatelförmig. Das längliche Corpusculum (oder Retinaculum) misst 140 bis 170 μm in der Länge und 50 bis 80 μm in der Breite. Nach R. Rintz bleiben die Blüten bis 10 Tage offen.

## Vorkommen
Hoya micrantha kommt in Indochina, Thailand und im südlichen Myanmar vor. Sie wächst dort im Tiefland epiphytisch oder halbepiphytisch auf Bäumen oder auch auf Steinen.

## Taxonomie
Hoya micrantha wurde von Joseph Dalton Hooker (bot. Kürzel: Hook. f.) aus dem Mergui-Distrikt, Tenasserim, Myanmar erstbeschrieben. Der erst von Rodda & Juhonewe (2013) bestimmte Lectotypus (im Herbarium der Royal Botanic Gardens in Kew) wurde von William Griffith gesammelt. Hoya pseudovalifolia Cost. aus Vietnam ist nach Rodda & Simonsson Juhonewe (2013) ein Synonym von Hoya micrantha Hook.f.
Hoya micrantha wird der Sektion Acanthostemma in der Gattung Hoya zugeordnet.